# Ropalidia fraterna
Ropalidia fraterna är en getingart som först beskrevs av Henri Saussure 1900.  Ropalidia fraterna ingår i släktet Ropalidia och familjen getingar. Inga underarter finns listade i Catalogue of Life.